# First Division (Malta) 1916/17
Die First Division 1916/17 war die sechste Spielzeit in der Geschichte der höchsten maltesischen Fußballliga. Meister wurde erstmals der FC St. George’s, der sich in einem Entscheidungsspiel gegen Sliema Wanderers durchsetzen konnte.

## Modus
Die Saison wurde in einer einfachen Runde ausgetragen. Für einen Sieg gab es zwei Punkte, für ein Unentschieden einen und für eine Niederlage keinen Punkt. Bei Punktgleichheit wurde um die Meisterschaft ein Entscheidungsspiel ausgetragen.

## Abschlusstabelle
| Pl. | Verein               | Sp. | S | U | N | Tore    | Quote | Punkte |
| --- | -------------------- | --- | - | - | - | ------- | ----- | ------ |
| 1.  | FC St. George’s (N)  | 5   | 4 | 0 | 1 | 005:100 | 5,00  | 08:20  |
| 1.  | Sliema Wanderers     | 5   | 4 | 0 | 1 | 016:500 | 3,20  | 08:20  |
| 3.  | Ħamrun Spartans      | 5   | 3 | 1 | 1 | 013:600 | 2,17  | 07:30  |
| 4.  | Valletta United (M)  | 5   | 2 | 1 | 2 | 008:600 | 1,33  | 05:50  |
| 5.  | Floriana Liberty (N) | 5   | 1 | 0 | 4 | 004:120 | 0,33  | 02:80  |
| 6.  | Vittoriosa Rovers    | 5   | 0 | 0 | 5 | 001:170 | 0,06  | 0:10   |

Platzierungskriterien: 1. Punkte – 2. Playoff (nur für Meister) – 3. Torquotient
| Zum Saisonende 1916/17: |                                                  |
| Playoff-Finale          |                                                  |
|                         |                                                  |
| Zum Saisonende 1914/15: |                                                  |
| (M)                     | Amtierender Meister: Valletta United             |
| (N)                     | Neuaufsteiger: FC St. George’s, Floriana Liberty |

## Kreuztabelle
| 1916/17           | FC St. George’s | Sliema Wanderers | ĦAM | VUN | LIB | Vittoriosa Rovers |
| ----------------- | --------------- | ---------------- | --- | --- | --- | ----------------- |
| FC St. George’s   |                 | 2:0              | 0:1 | 1:0 | 1:0 | 1:0               |
| Sliema Wanderers  | –               |                  | 2:0 | 3:2 | 4:1 | 7:0               |
| Ħamrun Spartans   | –               | –                |     | 2:2 | 5:1 | 5:1               |
| Valletta United   | –               | –                | –   |     | 2:0 | 2:0               |
| Floriana Liberty  | –               | –                | –   | –   |     | 2:0               |
| Vittoriosa Rovers | –               | –                | –   | –   | –   |                   |

## Playoff-Finale
Die Meisterschaft wurde in einem Entscheidungsspiel zwischen den punktgleichen Mannschaften entschieden.
|                 | Ergebnis |                  |
| --------------- | -------- | ---------------- |
| FC St. George’s | 4:0      | Sliema Wanderers |